# 루이 무스틸로
루이스 머스틸로(Louis Mustillo, 1958년 5월 28일 ~ )는 미국의 극작가, 배우이다.
버펄로에서 태어났다.

## 출연 작품
- 웻랜드 (2017년)
- 더 내로우스 (2008년)
- 마이 쎄시 걸 (2008년) - 도어맨 역
- 바비 (2006년)
- 투 포 더 머니 (2005년)
- 저스트 티켓 (1999년)
- 폭소 기마 특공대 (1999년)
- 피스메이커 (1997년)
- 더 라스트 빅 씽 (1996년)
- 존스 (1996년)
- 프리웨이 (1996년)
- 헬레이저 4 브러드라인 (1996년)
- 미드나잇 런 - 제3탄 (1994년)
- 코리나 코리나 (1994년)

### 텔레비전
- 광속인간 샘 (1991)
- 못말리는 번디 가족 (1992)
- 사인펠드 (1998)
- 조안 오브 아카디아 (2004-05)
- 소프라노스 (2004-06)
- 더 영 앤 더 레스트리스 (2008-09)
- 마이크 앤 몰리 (2010-16) - 빈스 역
- 성범죄수사대: SVU (2018)